# Jason Paige
Jason Paige (ur. 6 stycznia 1969 w Nowym Yorku) – amerykański wokalista, producent muzyczny i aktor. Wykonawca angielskiej wersji piosenki w serialu Pokémon.

## Kariera
Zasłynął przede wszystkim jako wykonawca angielskiej wersji tzw. theme song z serialu Pokémon. W 2016 ponownie nagrał theme song za sprawą rosnącej popularności Pokémon GO. W 2023 nagrał piosenkę, która miała pożegnać główną postać serialu – Asha Ketchama, pt. Last Goodbye.

### Filmografia
Grał głównie drugoplanowane role w filmach, m.in.:
- 2016 – Soul Song jako Gustav
- 2008 – Poznaj moich Spartan jako Buttmeister V
- 2002 – Szkoła uczuć jako Chórzysta